# Clas Sjöberg
Clas Uno Sjöberg född 3 oktober 1936 i Halmstad, Hallands län, död 12 mars 2020 i  Örgryte distrikt, Göteborg
, var en svensk läkare och debattör med inriktning på alkohol- och missbruksfrågor.
Som ung läkare arbetade Sjöberg på Lillhagens sjukhus på 1960-talet. En patient bröt sin katatoni i mötet med Sjöberg - något som fick en avgörande betydelse för hans val av, och intresse för psykiatri. Sjöberg hade en tydlig patientcentrering och lyckades hjälpa många patienter att förändra sina liv till det bättre. 1977 tillträdde han som överläkare vid Nordhemskliniken där han var fram till sin pensionering 2003 men fortsatte även efter detta att tjänstgöra i viss omfattning. Han var främst kliniker, men skrev många artiklar utifrån empiriska upptäckter han gjorde vid kliniken.
Sjöberg engagerade sig på många sätt mot alkoholens skadeverkningar, med engagemang i Aleforsstiftelsen, Stigbergskliniken, Tillnyktringsenheten, LP-stiftelsen och inom länkrörelsen. Han varnade för de kombinerade effekterna av psykofarmaka (till exempel zolpidem) och alkohol, och riskerna med daglig alkoholkonsumtion, samt alltför lättvindigt förskrivande av narkotikaklassade läkemedel.

### Om Sjöberg
- Mattzon, Pia (2007). Leva med beroende: om alkohol- och drogmissbruk och hur man tar sig ur det (1. uppl.). Uppsala: Konsultförlaget/Uppsala Publishing House. Libris 10455732. ISBN 9789170053351